# Trượt băng nghệ thuật tại Thế vận hội Mùa đông 2018 - Khiêu vũ trên băng
Nội dung khiêu vũ trên băng tại Thế vận hội Mùa đông 2018 được tổ chức vào ngày 19 và 20 tháng 2 năm 2018 tại Gangneung Ice Arena ở Gangneung, Hàn Quốc. Khiêu vũ trên băng ngắn diễn ra vào ngày 19 tháng 2 và khiêu vũ trên băng tự do diễn ra ngày 20 tháng 2.

## Kỷ lục
| Phần thi       | Tên                                           | Điểm   | Ngày                | Nguồn |
| -------------- | --------------------------------------------- | ------ | ------------------- | ----- |
| Khiêu vũ ngắn  | Tessa Virtue / Scott Moir (CAN)               | 83.67  | 19 tháng 2 năm 2018 | [ 4 ] |
| Khiêu vũ tự do | Gabriella Papadakis / Guillaume Cizeron (FRA) | 123.35 | 20 tháng 2 năm 2018 | [ 5 ] |
| Tổng điểm      | Gabriella Papadakis / Guillaume Cizeron (FRA) | 205.28 | 20 tháng 2 năm 2018 | [ 6 ] |
| Tổng điểm      | Tessa Virtue / Scott Moir (CAN)               | 206.07 | 20 tháng 2 năm 2018 | [ 5 ] |

## Kết quả

### Khiêu vũ ngắn
Khiêu vũ ngắn trên băng diễn ra vào ngày 19 tháng 2.
| XH                           | Tên                                     | Quốc gia                     | TSS      | TES   | PCS   | SS   | TR   | PE   | CH   | IN   | Ded   | StN |
| ---------------------------- | --------------------------------------- | ---------------------------- | -------- | ----- | ----- | ---- | ---- | ---- | ---- | ---- | ----- | --- |
| 1                            | Tessa Virtue / Scott Moir               | Canada                       | 83.67 WR | 44.53 | 39.14 | 9.68 | 9.61 | 9.93 | 9.79 | 9.93 | 0.00  | 20  |
| 2                            | Gabriella Papadakis / Guillaume Cizeron | Pháp                         | 81.93    | 42.71 | 39.22 | 9.71 | 9.71 | 9.82 | 9.89 | 9.89 | 0.00  | 21  |
| 3                            | Madison Hubbell / Zachary Donohue       | Hoa Kỳ                       | 77.75    | 40.98 | 36.77 | 9.29 | 9.04 | 9.25 | 9.14 | 9.25 | 0.00  | 22  |
| 4                            | Maia Shibutani / Alex Shibutani         | Hoa Kỳ                       | 77.73    | 40.33 | 37.40 | 9.36 | 9.18 | 9.46 | 9.36 | 9.39 | 0.00  | 18  |
| 5                            | Anna Cappellini / Luca Lanotte          | Ý                            | 76.57    | 40.00 | 36.57 | 8.93 | 8.96 | 9.32 | 9.14 | 9.36 | 0.00  | 24  |
| 6                            | Ekaterina Bobrova / Dmitri Soloviev     | Vận động viên Olympic từ Nga | 75.47    | 38.36 | 37.11 | 9.18 | 9.14 | 9.46 | 9.29 | 9.32 | 0.00  | 23  |
| 7                            | Madison Chock / Evan Bates              | Hoa Kỳ                       | 75.45    | 39.39 | 36.06 | 8.93 | 8.86 | 9.04 | 9.11 | 9.14 | 0.00  | 19  |
| 8                            | Kaitlyn Weaver / Andrew Poje            | Canada                       | 74.33    | 37.65 | 36.68 | 9.18 | 8.96 | 9.29 | 9.14 | 9.29 | 0.00  | 17  |
| 9                            | Piper Gilles / Paul Poirier             | Canada                       | 69.60    | 34.95 | 34.65 | 8.64 | 8.46 | 8.71 | 8.79 | 8.71 | 0.00  | 16  |
| 10                           | Penny Coomes / Nicholas Buckland        | Anh Quốc                     | 68.36    | 34.70 | 33.66 | 8.36 | 8.14 | 8.50 | 8.54 | 8.54 | 0.00  | 9   |
| 11                           | Charlène Guignard / Marco Fabbri        | Ý                            | 68.16    | 34.19 | 33.97 | 8.46 | 8.43 | 8.50 | 8.46 | 8.61 | 0.00  | 15  |
| 12                           | Sara Hurtado / Kirill Khaliavin         | Tây Ban Nha                  | 66.93    | 35.07 | 31.86 | 8.00 | 7.57 | 8.18 | 7.86 | 8.21 | 0.00  | 7   |
| 13                           | Tiffany Zahorski / Jonathan Guerreiro   | Vận động viên Olympic từ Nga | 66.47    | 34.15 | 32.32 | 8.04 | 7.79 | 8.21 | 8.07 | 8.29 | 0.00  | 5   |
| 14                           | Natalia Kaliszek / Maksym Spodyriev     | Ba Lan                       | 66.06    | 34.65 | 31.41 | 7.79 | 7.61 | 8.04 | 7.86 | 7.96 | 0.00  | 13  |
| 15                           | Kana Muramoto / Chris Reed              | Nhật Bản                     | 63.41    | 32.87 | 30.54 | 7.61 | 7.46 | 7.71 | 7.68 | 7.71 | 0.00  | 14  |
| 16                           | Yura Min / Alexander Gamelin            | Hàn Quốc                     | 61.22    | 32.94 | 28.28 | 6.96 | 6.82 | 7.21 | 7.18 | 7.18 | 0.00  | 12  |
| 17                           | Kavita Lorenz / Joti Polizoakis         | Đức                          | 59.99    | 31.39 | 28.60 | 7.21 | 6.86 | 7.25 | 7.21 | 7.21 | 0.00  | 3   |
| 18                           | Marie-Jade Lauriault / Romain Le Gac    | Pháp                         | 59.97    | 31.18 | 28.79 | 7.39 | 7.00 | 7.29 | 7.14 | 7.18 | 0.00  | 6   |
| 19                           | Lucie Myslivečková / Lukáš Csölley      | Slovakia                     | 59.75    | 31.40 | 28.35 | 7.11 | 6.79 | 7.25 | 7.11 | 7.18 | 0.00  | 11  |
| 20                           | Alisa Agafonova / Alper Uçar            | Thổ Nhĩ Kỳ                   | 59.42    | 29.64 | 29.78 | 7.46 | 7.32 | 7.54 | 7.61 | 7.29 | 0.00  | 8   |
| Không lọt vào vòng thi tự do |                                         |                              |          |       |       |      |      |      |      |      |       |     |
| 21                           | Oleksandra Nazarova / Maxim Nikitin     | Ukraina                      | 57.97    | 27.26 | 30.71 | 7.64 | 7.46 | 7.75 | 7.79 | 7.75 | 0.00  | 2   |
| 22                           | Wang Shiyue / Liu Xinyu                 | Trung Quốc                   | 57.81    | 29.28 | 29.53 | 7.39 | 7.25 | 7.43 | 7.43 | 7.43 | -1.00 | 10  |
| 23                           | Cortney Mansourová / Michal Češka       | Cộng hòa Séc                 | 53.53    | 29.11 | 24.42 | 6.29 | 5.93 | 6.14 | 6.25 | 5.93 | 0.00  | 1   |
| 24                           | Adel Tankova / Ronald Zilberberg        | Israel                       | 46.66    | 23.85 | 22.81 | 5.75 | 5.61 | 5.75 | 5.86 | 5.54 | 0.00  | 4   |

- Ghi chú:
- WR - Kỷ lục thế giới
- TSS - Tổng điểm bài thi; TES - Điểm yếu tố kỹ thuật; PCS - Điểm thành phần
- SS - Kỹ năng trượt băng; TR - Chuyển tiếp; PE - Biểu diễn/Xử lý
- CH - Vũ đạo; IN - Phong cách; Ded - Trừ điểm; StN - Thứ tự trình diễn

### Khiêu vũ tự do
Khiêu vũ tự do trên băng diễn ra vào ngày 20 tháng 2.
| XH | Tên                                     | Quốc gia                     | TSS       | TES   | PCS   | SS   | TR   | PE    | CH   | IN    | Ded   | StN |
| -- | --------------------------------------- | ---------------------------- | --------- | ----- | ----- | ---- | ---- | ----- | ---- | ----- | ----- | --- |
| 1  | Gabriella Papadakis / Guillaume Cizeron | Pháp                         | 123.35 WR | 63.98 | 59.37 | 9.79 | 9.75 | 10.00 | 9.93 | 10.00 | 0.00  | 18  |
| 2  | Tessa Virtue / Scott Moir               | Canada                       | 122.40    | 63.35 | 59.05 | 9.71 | 9.61 | 9.96  | 9.93 | 10.00 | 0.00  | 20  |
| 3  | Maia Shibutani / Alex Shibutani         | Hoa Kỳ                       | 114.86    | 59.37 | 55.49 | 9.32 | 9.07 | 9.36  | 9.21 | 9.29  | 0.00  | 17  |
| 4  | Ekaterina Bobrova / Dmitri Soloviev     | Vận động viên Olympic từ Nga | 111.45    | 56.25 | 55.20 | 9.14 | 8.89 | 9.29  | 9.32 | 9.36  | 0.00  | 15  |
| 5  | Madison Hubbell / Zachary Donohue       | Hoa Kỳ                       | 109.04    | 54.94 | 56.00 | 9.29 | 9.21 | 9.25  | 9.46 | 9.46  | -1.00 | 19  |
| 6  | Anna Cappellini / Luca Lanotte          | Ý                            | 108.34    | 55.27 | 54.07 | 8.93 | 8.71 | 9.14  | 9.07 | 9.21  | -1.00 | 16  |
| 7  | Kaitlyn Weaver / Andrew Poje            | Canada                       | 107.65    | 53.48 | 54.17 | 8.96 | 8.75 | 9.18  | 9.04 | 9.21  | 0.00  | 13  |
| 8  | Piper Gilles / Paul Poirier             | Canada                       | 107.31    | 55.14 | 52.17 | 8.68 | 8.29 | 8.86  | 8.68 | 8.96  | 0.00  | 11  |
| 9  | Charlène Guignard / Marco Fabbri        | Ý                            | 105.31    | 53.82 | 51.49 | 8.57 | 8.50 | 8.57  | 8.57 | 8.71  | 0.00  | 6   |
| 10 | Penny Coomes / Nicholas Buckland        | Anh Quốc                     | 101.96    | 51.66 | 50.30 | 8.32 | 8.21 | 8.39  | 8.57 | 8.43  | 0.00  | 12  |
| 11 | Sara Hurtado / Kirill Khaliavin         | Tây Ban Nha                  | 101.40    | 51.68 | 49.72 | 8.14 | 8.04 | 8.43  | 8.36 | 8.46  | 0.00  | 10  |
| 12 | Madison Chock / Evan Bates              | Hoa Kỳ                       | 100.13    | 49.04 | 53.09 | 8.64 | 8.71 | 8.71  | 9.14 | 9.04  | -2.00 | 14  |
| 13 | Kana Muramoto / Chris Reed              | Nhật Bản                     | 97.22     | 50.75 | 46.47 | 7.64 | 7.54 | 7.86  | 7.75 | 7.93  | 0.00  | 8   |
| 14 | Tiffany Zahorski / Jonathan Guerreiro   | Vận động viên Olympic từ Nga | 95.77     | 46.73 | 49.04 | 8.14 | 8.00 | 8.29  | 8.14 | 8.29  | 0.00  | 9   |
| 15 | Natalia Kaliszek / Maksym Spodyriev     | Ba Lan                       | 95.29     | 48.45 | 46.84 | 7.64 | 7.68 | 7.89  | 7.82 | 8.00  | 0.00  | 7   |
| 16 | Kavita Lorenz / Joti Polizoakis         | Đức                          | 90.50     | 46.78 | 43.72 | 7.29 | 6.96 | 7.43  | 7.32 | 7.43  | 0.00  | 3   |
| 17 | Marie-Jade Lauriault / Romain Le Gac    | Pháp                         | 89.62     | 47.04 | 42.58 | 7.25 | 6.82 | 7.14  | 7.21 | 7.07  | 0.00  | 1   |
| 18 | Alisa Agafonova / Alper Uçar            | Thổ Nhĩ Kỳ                   | 87.76     | 44.01 | 43.75 | 7.25 | 7.11 | 7.21  | 7.50 | 7.39  | 0.00  | 5   |
| 19 | Yura Min / Alexander Gamelin            | Hàn Quốc                     | 86.52     | 44.61 | 41.91 | 6.89 | 6.68 | 7.14  | 6.96 | 7.25  | 0.00  | 4   |
| 20 | Lucie Myslivečková / Lukáš Csölley      | Slovakia                     | 82.82     | 41.65 | 41.17 | 6.82 | 6.61 | 6.82  | 7.00 | 7.07  | 0.00  | 2   |

- Ghi chú:
- WR - Kỷ lục thế giới
- TSS - Tổng điểm bài thi; TES - Điểm yếu tố kỹ thuật; PCS - Điểm thành phần
- SS - Kỹ năng trượt băng; TR - Chuyển tiếp; PE - Biểu diễn/Xử lý
- CH - Vũ đạo; IN - Phong cách; Ded - Trừ điểm; StN - Thứ tự trình diễn

### Tổng điểm
Các vận động viên xếp hạng dựa trên tổng điểm cả hai bài thi.
| Hạng                         | Tên                                     | Quốc gia                     | Tổng điểm | SD    | SD | FD     | FD |
| ---------------------------- | --------------------------------------- | ---------------------------- | --------- | ----- | -- | ------ | -- |
| 1                            | Tessa Virtue / Scott Moir               | Canada                       | 206.07 WR | 83.67 | 1  | 122.40 | 2  |
| 2                            | Gabriella Papadakis / Guillaume Cizeron | Pháp                         | 205.28    | 81.93 | 2  | 123.35 | 1  |
| 3                            | Maia Shibutani / Alex Shibutani         | Hoa Kỳ                       | 192.59    | 77.73 | 4  | 114.86 | 3  |
| 4                            | Madison Hubbell / Zachary Donohue       | Hoa Kỳ                       | 187.69    | 77.75 | 3  | 109.94 | 5  |
| 5                            | Ekaterina Bobrova / Dmitri Soloviev     | Vận động viên Olympic từ Nga | 186.92    | 75.47 | 6  | 111.45 | 4  |
| 6                            | Anna Cappellini / Luca Lanotte          | Ý                            | 184.91    | 76.57 | 5  | 108.34 | 6  |
| 7                            | Kaitlyn Weaver / Andrew Poje            | Canada                       | 181.98    | 74.33 | 8  | 107.65 | 7  |
| 8                            | Piper Gilles / Paul Poirier             | Canada                       | 176.91    | 69.60 | 9  | 107.31 | 8  |
| 9                            | Madison Chock / Evan Bates              | Hoa Kỳ                       | 175.58    | 75.45 | 7  | 100.13 | 12 |
| 10                           | Charlène Guignard / Marco Fabbri        | Ý                            | 173.47    | 68.16 | 11 | 105.31 | 9  |
| 11                           | Penny Coomes / Nicholas Buckland        | Anh Quốc                     | 170.32    | 68.36 | 10 | 101.96 | 10 |
| 12                           | Sara Hurtado / Kirill Khaliavin         | Tây Ban Nha                  | 168.33    | 66.93 | 12 | 101.40 | 11 |
| 13                           | Tiffany Zahorski / Jonathan Guerreiro   | Vận động viên Olympic từ Nga | 162.24    | 66.47 | 13 | 95.77  | 14 |
| 14                           | Natalia Kaliszek / Maksym Spodyriev     | Ba Lan                       | 161.35    | 66.06 | 14 | 95.29  | 15 |
| 15                           | Kana Muramoto / Chris Reed              | Nhật Bản                     | 160.63    | 63.41 | 15 | 97.22  | 13 |
| 16                           | Kavita Lorenz / Joti Polizoakis         | Đức                          | 150.49    | 59.99 | 17 | 90.50  | 16 |
| 17                           | Marie-Jade Lauriault / Romain Le Gac    | Pháp                         | 149.59    | 59.97 | 18 | 89.62  | 17 |
| 18                           | Yura Min / Alexander Gamelin            | Hàn Quốc                     | 147.74    | 61.22 | 16 | 86.52  | 19 |
| 19                           | Alisa Agafonova / Alper Uçar            | Thổ Nhĩ Kỳ                   | 147.18    | 59.42 | 20 | 87.76  | 18 |
| 20                           | Lucie Myslivečková / Lukáš Csölley      | Slovakia                     | 142.57    | 59.75 | 19 | 82.82  | 20 |
| Không lọt vào vòng thi tự do |                                         |                              |           |       |    |        |    |
| 21                           | Oleksandra Nazarova / Maxim Nikitin     | Ukraina                      | —         | 57.97 | 21 | —      | —  |
| 22                           | Wang Shiyue / Liu Xinyu                 | Trung Quốc                   | —         | 57.81 | 22 | —      | —  |
| 23                           | Cortney Mansourová / Michal Češka       | Cộng hòa Séc                 | —         | 53.53 | 23 | —      | —  |
| 24                           | Adel Tankova / Ronald Zilberberg        | Israel                       | —         | 46.66 | 24 | —      | —  |